# Baron Addington

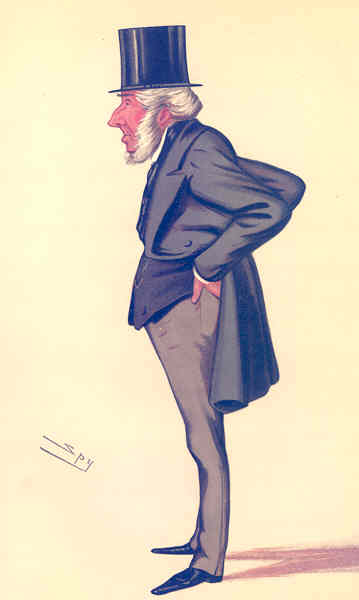
John Hubbard, 1. Baron Addington

Baron Addington, of Addington in the County of Buckingham, ist ein erblicher britischer Adelstitel in der Peerage of the United Kingdom.

## Verleihung
Der Titel wurde am 22. Juli 1887 für den Unternehmer und konservativen Politiker John Hubbard geschaffen. Dieser war mehr als 25 Jahre lang Abgeordneter im House of Commons gewesen.

## Liste der Barone Addington (1887)
- John Gellibrand Hubbard, 1. Baron Addington (1805–1889)
- Egerton Hubbard, 2. Baron Addington (1842–1915)
- John Gellibrand Hubbard, 3. Baron Addington (1883–1966)
- Raymond Egerton Hubbard, 4. Baron Addington (1884–1971)
- James Hubbard, 5. Baron Addington (1930–1982)
- Dominic Bryce Hubbard, 6. Baron Addington (* 1963)

Mutmaßlicher Titelerbe (Heir Presumptive) ist der jüngere Bruder des jetzigen Barons, Hon. Michael Hubbard (* 1965).